# 黑色代碼
《黑色代碼》（英語：Code Black）是一部由邁克爾·賽茲曼開創，於2015年9月30日在CBS開播的美國醫學電視劇。故事背景設定在加州洛杉磯的一個擁擠而人手不足的急診室，是改編自執行製作人萊恩·麥克蓋瑞的紀錄片，並由奧斯卡金像獎得主馬西雅·蓋·哈登領銜主演。2018年5月24日，在製播3季後，CBS取消了劇集。

## 故事
| 季數 | 集数 | 集数 | 首播日期      | 首播日期      |
| 季數 | 集数 | 集数 | 首映          | 季终          |
| ---- | ---- | ---- | ------------- | ------------- |
| 1    | 18   | 18   | 2015年9月30日 | 2016年2月24日 |
| 2    | 16   | 16   | 2016年9月28日 | 2017年2月8日  |
| 3    | 13   | 13   | 2018年4月25日 | 2018年7月18日 |

講述在一個虛構的天使紀念醫院（Angels Memorial Hospital）裡，四名新進住院醫師與他們的前輩、同事們，得在這擁擠又人手不足的急診室中，盡力搶救患者生命的故事。
黑色代碼：病患大量湧入醫院，但醫院卻沒有足夠的資源來治療病患。一般的急診室每年平均約有5次會發出黑色代碼，但洛杉磯的天使紀念醫院每年平均會發出高達300次左右的黑色代碼。

## 角色
| 演員               | 角色            | 登場季數        | 登場季數        | 登場季數        | 登場 集數 |
| 演員               | 角色            | 1               | 2               | 3               | 登場 集數 |
| ------------------ | --------------- | --------------- | --------------- | --------------- | --------- |
| 馬西雅·蓋·哈登     | 黎安·羅瑞許     | 主演            | 主演            | 主演            | 38        |
| 拉薩·傑佛瑞        | 尼爾·哈德森     | 主演            | Does not appear | Does not appear | 18        |
| 邦妮·桑莫薇        | 克莉絲塔·羅倫森 | 主演            | Does not appear | Does not appear | 18        |
| 梅蘭妮·錢德拉      | 瑪萊雅·皮內達   | 主演            | 主演            | Does not appear | 30        |
| 威廉·阿倫·楊       | 洛利·葛斯里     | 主演            | 主演            | 主演            | 34        |
| 哈利·福特          | 安格斯·雷頓     | 主演            | 主演            | 主演            | 38        |
| 班傑明·哈林斯沃思  | 馬利歐·薩維提   | 主演            | 主演            | 主演            | 38        |
| 路易·古茲曼        | 傑西·薩蘭德     | 主演            | 主演            | 主演            | 38        |
| 布利斯·高祖        | 威爾·坎貝爾     | 常設            | 主演            | 主演            | 24        |
| 吉蓮·默瑞          | 海瑟·品克莉     | 常設            | 主演            | Does not appear | 22        |
| 羅伯·勞            | 伊森·威利斯     | Does not appear | 主演            | 主演            | 20        |
| 艾蜜莉·艾琳·林德   | 艾莉兒·布雷登   | 客串            | 常設            | 主演            | 7         |
| 諾亞·葛雷·卡貝     | 艾利特·狄克森   | Does not appear | 常設            | 主演            | 18        |
| 艾蜜莉·泰拉        | 諾雅·基恩       | Does not appear | 常設            | 主演            | 19        |
| 夢恩·布拉古        | 洛絲·瓦倫蘇拉   | Does not appear | Does not appear | 主演            | 4         |
| 凱文·鄧恩          | 馬克·泰勒       | 常設            | Does not appear | Does not appear | 9         |
| 詩芮·艾波比        | 卡拉·妮文       | 常設            | Does not appear | Does not appear | 4         |
| 托米·德維          | 麥克·雷頓       | 常設            | 常設            | Does not appear | 10        |
| 梅根·古德          | 葛蕾絲·亞當斯   | 常設            | Does not appear | Does not appear | 3         |
| 傑夫·海夫納        | 艾德·哈博特     | 常設            | Does not appear | Does not appear | 5         |
| 克萊斯·威廉斯      | 柯爾·葛斯里     | 常設            | 客串            | Does not appear | 6         |
| 克莉絲緹娜·維達爾  | 吉娜·普瑞洛     | 常設            | Does not appear | Does not appear | 7         |
| 傑西·布拉福德      | 戈登·赫許曼     | 常設            | Does not appear | Does not appear | 3         |
| 嘉布莉兒·卡提瑞斯  | 艾咪·沃羅威茲   | 常設            | Does not appear | Does not appear | 7         |
| 艾莉雅·英格麗許    | 伊莎貝爾·曼德茲 | 常設            | Does not appear | Does not appear | 5         |
| 艾蜜莉·尼爾森      | 漢娜·瑞諾德斯   | 常設            | 客串            | Does not appear | 10        |
| 安潔拉·瑞路夏      | 瑞莎·朴         | 常設            | 常設            | 常設            | 31        |
| 海莉·布魯克·沃克   | 蘿莎蘭·鮑沃     | 常設            | Does not appear | Does not appear | 2         |
| 史蒂芬·柯普        | 戴斯蒙·雷頓     | 客串            | 常設            | Does not appear | 5         |
| 艾瑞克·羅勃茲      | 文森·薩維提     | Does not appear | 常設            | Does not appear | 2         |
| 凱斯琳·蘿絲·柏金斯 | 亞曼達·諾蘭     | Does not appear | 常設            | Does not appear | 4         |
| 凱特琳·菲茨傑拉德  | 葛蕾琴·卡爾     | Does not appear | 常設            | Does not appear | 2         |
| 傑·哈林頓          | 里歐·菲爾德斯   | Does not appear | 常設            | Does not appear | 3         |
| 娜菲莎·威廉斯      | 夏綠蒂·皮爾     | Does not appear | 常設            | Does not appear | 4         |
| 愛沃·卡拉丹        | 琳達            | Does not appear | 常設            | Does not appear | 2         |
| 梅格·斯蒂德爾      | 凱莉·普魯特     | Does not appear | 常設            | Does not appear | 2         |
| 派屈克·費雪勒      | 加瑞斯·瑞迪克   | Does not appear | 常設            | Does not appear | 2         |
| 馬克·法姆吉列蒂    | 傑若米·威布     | Does not appear | 常設            | Does not appear | 2         |
| 布莉特·桑柏恩      | 布莉特          | Does not appear | 常設            | Does not appear | 6         |
| 查莉·蘿絲          | 派珀·魯索       | Does not appear | Does not appear | 常設            | 2         |
| 泰勒·佩瑞茲        | 迪亞戈·阿維拉   | Does not appear | Does not appear | 常設            | 4         |
| 艾力克斯·蘭格      | 麥斯            | Does not appear | Does not appear | 常設            | 2         |

### 主要人物
- 馬西雅·蓋·哈登 飾演 黎安·羅瑞許（Leanne Rorish）

綽號“老爸”，急診室（ER）住院醫師培訓主管，丈夫與孩子都死於一場酒駕車禍中，此事一直在她心中揮之不去。當她打算放下工作時，卻被艾德逼迫擔任臨時的急診室科長。第二季因急診室與外科合併而卸下急診室科長職位。
- 拉薩·傑佛瑞 飾演 尼爾·哈德森（Neal Hudson）

急診室主治醫師，後轉任外科醫師。起初與黎安因對待病人的方式有所歧異，並試圖找出平衡點，即便如此，他仍非常尊重黎安。與克莉絲塔發展出情愫，但在前女友葛蕾絲出現後，失去了克莉絲塔。
- 邦妮·桑莫薇 飾演 克莉絲塔·羅倫森（Christa Lorenson）

R1住院醫師一年次。曾經結過婚並育有一子，後來在兒子因腦瘤而逝世、丈夫離開她後，才開始就讀醫學院。與尼爾發展出情愫，但在葛蕾絲出現後，選擇與尼爾分手。
- 梅蘭妮·錢德拉（英语：Melanie Chandra） 飾演 瑪萊雅·皮內達（Malaya Pineda）

R1住院醫師一年次，第二季升上二年次，是位女同性戀者。在就讀醫學院時，便來到天使紀念醫院實習，因此對天使紀念醫院非常熟悉。
- 威廉·阿倫·楊（英语：William Allen Young） 飾演 洛利·葛斯里（Rollie Guthrie）

急診室主治醫師。妻子自殺而亡，與兒子關係緊張。
- 哈利·福特（英语：Harry Ford (actor)） 飾演 安格斯·雷頓（Angus Leighton）

R1住院醫師一年次，第二季升上二年次。父親是醫院董事會成員，因此總覺得活在父親與前住院醫師的哥哥麥克的陰影下。暗戀海瑟。
- 班傑明·哈林斯沃思 飾演 馬利歐·薩維提（Mario Savetti）

R1住院醫師一年次，第二季升上二年次。生長環境艱困，因此視急診學為唯一出路，曾是名調酒師。與海瑟發展出情愛關係，後與海瑟分道揚鑣。
- 路易·古茲曼 飾演 傑西·薩蘭德（Jesse Salander）

綽號“老媽”，資深護士兼掌管住院醫師。外面看似冷酷，但實際上是個多愁善感的人，同時也是黎安的得力助手。
- 布利斯·高祖 飾演 威爾·坎貝爾（Will Campbell）

高傲自大的外科主任醫師，與海瑟維持著情愛關係。於第二季成為急診室與外科的主理人。
- 吉蓮·默瑞 飾演 海瑟·品克莉（Heather Pinkney）

天使紀念醫院外科住院醫師，與馬利歐、坎貝爾維持著情愛關係。於第二季因遭受病毒感染而身亡。
- 諾亞·葛雷·卡貝（英语：Noah Gray-Cabey） 飾演 艾利特·狄克森（Elliot Dixon）

R1住院醫師一年次。一名貼心和善的新醫師，在醫學院表現優良，卻無力應對急診室的繁忙，綽號“甜心熊”。
- 艾蜜莉·泰拉（Emily Tyra） 飾演 諾雅·基恩（Noa Kean）

R1住院醫師一年次。在艱困的環境下，爬上加州大學前段班位置，是個充滿自信卻目中無人的人，個性直接、沒有耐性又不甩特權，為一名雙性戀者。
- 艾蜜莉·艾琳·林德 飾演 艾莉兒·布雷登（Ariel Braeden）

在一場車禍中失去了父親的小女孩。
- 夢恩·布拉古 飾演 洛絲·瓦倫蘇拉（Rox Valenzuela）

手腳敏捷的輔助醫護人員，威利斯的新搭檔。
- 羅伯·勞 飾演 伊森·威利斯（Ethan Willis）

美國軍事戰鬥傷員救護計畫醫師，從阿富汗戰地醫院來到天使紀念醫院教導戰事醫學。其積極進取、打破成規的風格頗受黎安歡迎，但不是所有醫師都能夠接受。

### 常設人物
- 凱文·鄧恩 飾演 馬克·泰勒（Mark Taylor）

天使紀念醫院急診部門科長，因帶著病患的孩子工作而遭到停職多月的處分。
- 艾瑞克·羅勃茲 飾演 文森·薩維提（Vincent Savetti）

馬利歐不負責任的父親，後身亡。
- 托米·德維 飾演 麥克·雷頓（Mike Leighton）

安格斯的哥哥，一名有能力的醫師，後回到天使紀念醫院接任黎安的工作擔任急診室住院醫師培訓主管。第二季因從直升機摔落而陷入昏迷，後甦醒並手術成功康復。
- 詩芮·艾波比（英语：Shiri Appleby） 飾演 卡拉·妮文（Carla Niven）

前天使紀念醫院住院醫師，與瑪萊雅有過一段情。在懷有身孕時被診斷出罹患白血病，最終早產並在見兒子一面後去世。
- 梅根·古德（英语：Meagan Good） 飾演 葛蕾絲·亞當斯（Grace Adams）

與尼爾有過一段情，並曾拒絕尼爾的求婚，後回到天使紀念醫院急診室工作。
- 傑夫·海夫納（英语：Jeff Hephner） 飾演 艾德·哈博特（Ed Harbert）

天使紀念醫院CEO，吉娜的男友。常常得配合高層、名貴人物以及董事會，故常與黎安產生歧異。
- 克萊斯·威廉斯 飾演 柯爾·葛斯里（Cole Guthrie）

洛利的兒子，天使紀念醫院外科醫師。因父親的關係而獲選進入天使紀念醫院，也因此事與父親的關係更加緊張。對黎安存有好感，後不告而別離開了天使紀念醫院。
- 克莉絲緹娜·維達爾（英语：Christina Vidal） 飾演 吉娜·普瑞洛（Gina Perello）

頂替泰勒成為暫時的急診部門科長。做事循規蹈矩，不支持感情用事，故常常讓醫護人員感到冷血。後被戈登殺害搶救無效。
- 凱斯琳·蘿絲·柏金斯（英语：Kathleen Rose Perkins） 飾演 亞曼達·諾蘭（Amanda Nolan）

天使紀念醫院心理醫師。
- 凱特琳·菲茨傑拉德 飾演 葛蕾琴·卡爾（Gretchen Kerr）

疾病控制預防中心醫師。
- 傑西·布拉福德（英语：Jesse Bradford） 飾演 戈登·赫許曼（Gordon Heshman）

對瑪萊雅有意思的危險病人。對於吉娜阻礙自己和瑪萊雅而心懷恨意捅了吉娜多刀，並企圖殺害瑪萊雅，後被自己的刀刺死。
- 史蒂芬·柯普（英语：Steven Culp） 飾演 戴斯蒙·雷頓（Desmond Leighton）

安格斯與麥克的父親，醫院高層，與安格斯有著隔閡。
- 傑·哈林頓 飾演 里歐·菲爾德斯（Leo Fields）

天使紀念醫院醫師。
- 娜菲莎·威廉斯（Nafessa Williams） 飾演 夏綠蒂·皮爾（Charlotte Piel）

R1住院醫師一年次。前著名電影童星，影退後立志成為一名醫師，後為救一名小女孩而中彈身亡。
- 愛沃·卡拉丹（英语：Ever Carradine） 飾演 琳達（Linda）

文森的女友。
- 梅格·斯蒂德爾 飾演 凱莉·普魯特（Kelly Pruitt）

他院醫師，與安格斯相互喜歡。
- 派屈克·費雪勒（英语：Patrick Fischler） 飾演 加瑞斯·瑞迪克（Gareth Reddick）

疾病控制預防中心副局長。
- 馬克·法姆吉列蒂 飾演 傑若米·威布（Jeremy Weeb）

一名遭到病毒感染的病患家屬。
- 查莉·蘿絲（英语：Chaley Rose） 飾演 安德莉亞·“派珀”·魯索（Andrea "Pepper" Russo）

天使紀念醫院新住院醫師
- 泰勒·佩瑞茲（Tyler Perez） 飾演 迪亞戈·阿維拉（Diego Avila）

有權有勢的魅力者，天使紀念醫院新住院醫師，正拍攝以他個人經歷的紀錄片。
- 艾力克斯·蘭格（Alex Lange） 飾演 麥斯（Max）

罹患癌症的男孩。
- 嘉布莉兒·卡提瑞斯（英语：Gabrielle Carteris） 飾演 艾咪·沃羅威茲（Amy Wolowitz）

天使紀念醫院護理師。
- 艾莉雅·英格麗許（英语：Ellia English） 飾演 伊莎貝爾·曼德茲（Isabel Mendez）

天使紀念醫院急診科護理師。
- 艾蜜莉·尼爾森（Emily Nelson） 飾演 漢娜·瑞諾德斯（Hannah Reynolds）

天使紀念醫院急診科護理師。
- 安潔拉·瑞路夏（Angela Relucio） 飾演 瑞莎·朴（Risa Park）

天使紀念醫院急診科實習醫師。
- 海莉·布魯克·沃克（Haley Brooke Walker） 飾演 蘿莎蘭·鮑沃（Roseline Beauvau）

葛蕾絲從海地帶回來的小女孩。
- 布莉特·桑柏恩（Britt Sanborn） 飾演 布莉特（Britt）

天使紀念醫院急診科護理師。

### 客串
| - 莎拉·帕克斯頓 飾演 蘇菲（Sophie） 因翻船事故而受傷的病患。（第8集） - 小奧德爾·貝克漢姆 飾演 自己 著名足球明星。（第16集） - 鮑·布里吉 飾演 彼得·狄雷尼（Pete Delaney） 奧德爾的教練。（第16集） - 卡梅隆·伯埃斯 飾演 布洛迪（Brody） 假裝自己受到虐待的男孩。（第17集） - 梅若蒂絲·巴斯特 飾演 喬安娜（Joanna） 一名感染柯氏斑點的婦人。（第23集） - 羅傑·巴特 飾演 漢克·高曼（Hank Goldman） 曾為一名醫師，為洛利過去帶領過的住院醫師，後因過失殺人罪入獄。（第25集） | - 潘恩·吉列特 飾演 強尼·普倫提斯（Johnny Prentiss） 一名魔術師。（第27集） - 瑪麗·麥特琳 飾演 凱西·伯恩（Kathy Byrne） 聾啞人士。（第28集） - 詹姆斯·瑞馬 飾演 哈奇（Hutch） 伊森的上司。（第28集） - 約翰·比靈斯利 飾演 海佐頓（Hazelton） 學校教師。（第32集） - 馬克·法姆吉列蒂 飾演 傑瑞米·威布（Jeremy Weeb） （第33集） |

## 製作

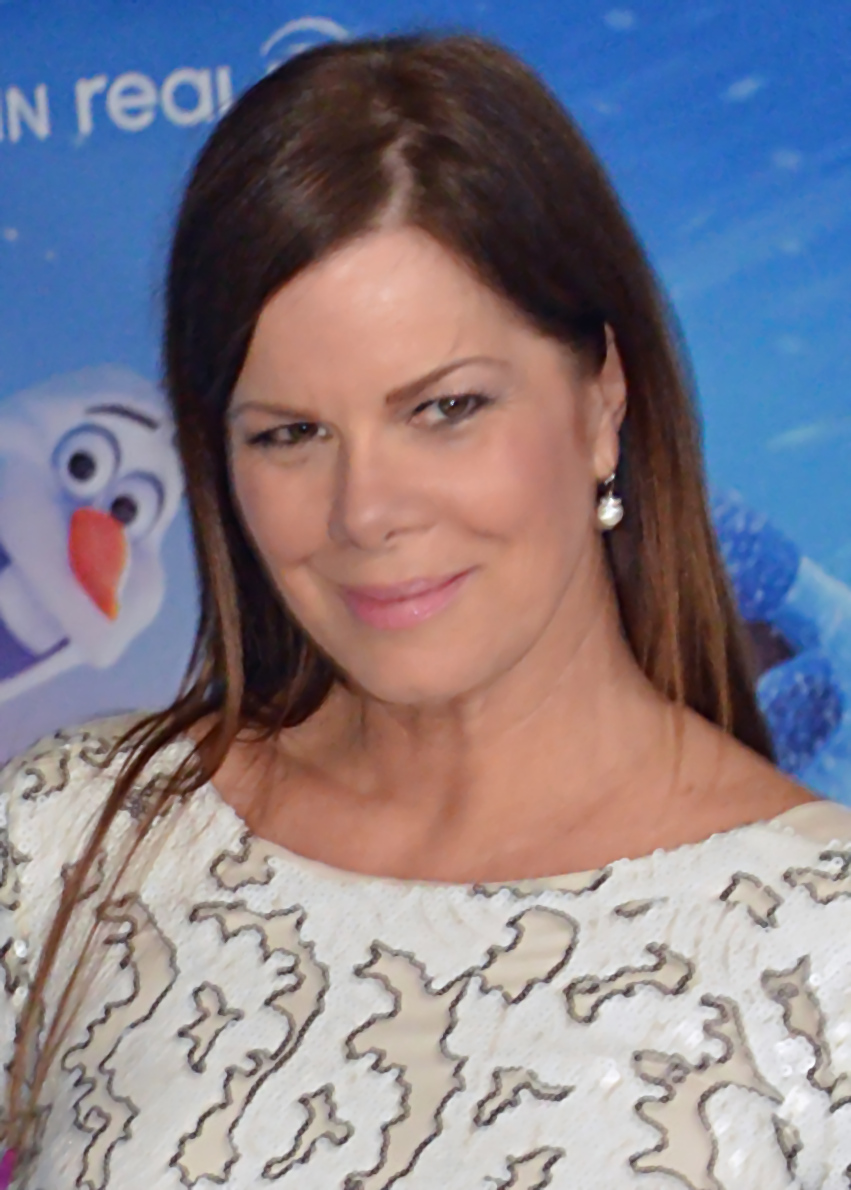
奧斯卡金像獎得主馬西雅·蓋·哈登飾演女主角黎安·羅瑞許醫師

### 開發與製作背景
2014年8月22日，CBS宣布簽署改編自萊恩·麥克蓋瑞（Ryan McGarry）之同名紀錄片的醫療劇《黑色代碼》試播集協議，並由ABC工作室製作、邁克爾·賽茲曼執筆，而賽茲曼和麥克蓋瑞以及紀錄片製作人琳達·高德史坦·諾爾頓（Linda Goldstein Knowlton）與瑪蒂·納克森將共同擔任執行製作。賽茲曼當初在觀賞紀錄片後，起了改編劇集的念頭，並在發現納克森為製作人之一後與其接洽，而納克森因執掌《閨蜜離婚指南》與《真實之虛》兩部劇集而身分乏術，因此賽茲曼幸運地全權掌舵本劇。劇名是取自醫院急救代碼，而「黑色代碼」意指病患大量湧入醫院，但醫院卻沒有足夠的資源來治療病患，甚至可能有病患因此而死亡的情況。劇集和紀錄片的靈感，皆是來自一名年輕醫生加入洛杉磯最繁忙卻專業的急診室團隊後，面臨如何在對抗殘破的體制下，堅持志向以及面對醫病關係的掙扎等。
2015年1月27日，CBS預訂本劇試播集，並由David Semel執導身兼執行製作，而CBS電視工作室也加入了製作行列。6月4日，布雷特·馬霍尼（Brett Mahoney）正式加入製作陣容，擔任執行製作。
2015年10月23日，CBS增訂了第1季6集劇本至19集。2015年11月20日，CBS宣布增訂第1季5集集數至18集。2016年5月16日，CBS宣布續訂第2季。2016年11月14日，宣布增訂第2季3集集數至16集。2017年5月14日，CBS宣布續訂第3季。2018年5月24日，賽茲曼於個人Twitter上，宣布劇集遭到電視網取消的消息。

### 選角

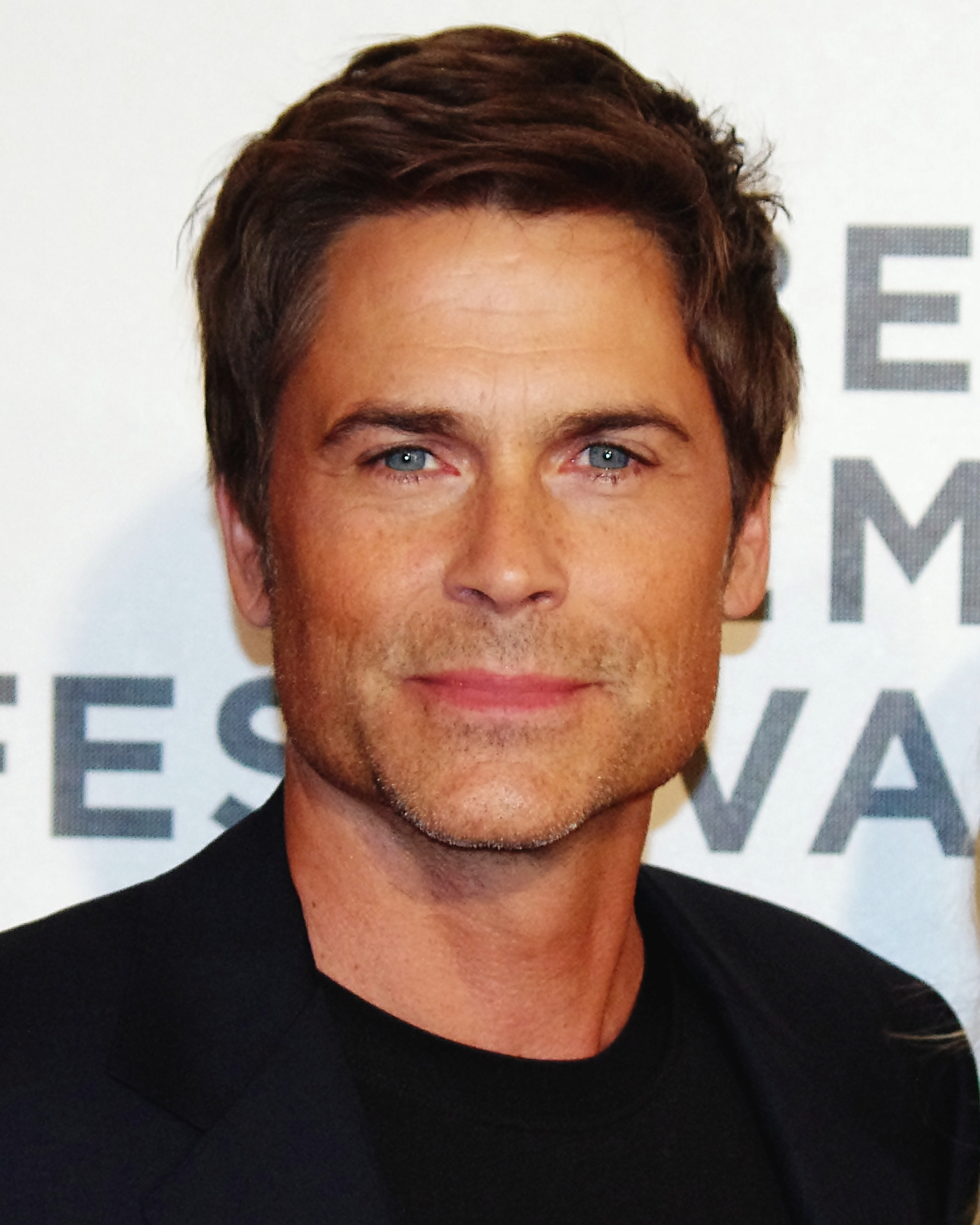
美國演員工會獎得主羅伯·勞自第2季起加入主演陣容，飾演伊森·威利斯上校。

2015年2月17日，宣布馬西雅·蓋·哈登將飾演兒子因癌症而逝世的足球媽媽，如今決定藉生命經驗成為一名醫師的克莉絲塔。2月23日，宣布梅蘭妮·錢德拉將飾演新進住院醫師瑪萊雅。隔日，宣布瑪姬·格蕾斯將擔綱女主角，飾演主院醫師主任黎安·羅瑞許醫師。3月3日，宣布路易·古茲曼加入主演陣容，飾演帶領四名住院醫師、親切卻堅韌的護理師喬斯·桑蒂亞哥（後更名為傑西·薩蘭德）。隔日，宣布拉薩·傑佛瑞加入主演陣容，飾演堅守規則的優秀醫師尼爾，班傑明·哈林斯沃思則飾演具野心又自大的新進住院醫師馬利歐。3月9日，格蕾斯因「創作因素」，辭演了本劇。3月13日，在製作方考量哈登曾榮獲奧斯卡金像獎的實力後，決定更改角色的年齡設定，由原定飾演克莉絲塔的哈登詮釋，並由邦妮·桑莫薇接演克莉絲塔一角。
2016年6月3日，節目統籌邁克爾·賽茲曼表示因劇情安排，桑莫薇與傑佛瑞將不會參與第2季，而布利斯·高祖與吉蓮·默瑞則被提升為主演。2016年7月1日，宣布娜菲莎·威廉斯、諾亞·葛雷·卡貝與艾蜜莉·泰拉三位演員加入第2季的演出，分別飾演新進成員夏綠蒂·皮爾、艾利特·韓（後更姓為狄克森）與諾雅·基恩醫師。5日，宣布羅伯·勞加入第2季主演陣容，飾演伊森·威利斯上校。
2017年6月28日，宣布《末日決戰》夢恩·布拉古加入第3季，飾演威利斯的新搭檔洛絲。7月19日，宣布飾演瑪萊雅的梅蘭妮·錢德拉將不會回歸第3季，並由《驚聲尖叫》泰勒·佩瑞茲加入常設演員陣容，飾演新住院醫師迪亞戈，以填補故事空缺，至於《下一站，天后》查莉·蘿絲則將客串第3季首集，同樣飾演新住院醫師派珀。8月16日，宣布甫加入新季常設演員陣容的布拉古，將被提升為主演陣容。10月4日，宣布飾演艾莉兒的艾蜜莉·艾琳·林德在第3季被提升為主演。

## 評價
《黑色代碼》獲得褒貶不一的評價。於爛番茄整合的評論中，獲得53%的新鮮度、6.38/10分（40位評論家），評論家共識：「雖然不是創新故事，但《黑色代碼》算是一部高於水準的醫療電視劇，其適當的故事情節彌補了部分俗氣的對話。」在Metacritic整合的評論中，本劇獲得53分（26名評論家），屬好壞參半的評價。

## 收視
| 季數 | 播出時間（ET） | 集數 | 首映          | 首映          | 季終          | 季終          | 電視季度 | 18–49歲 收視 排名 | 18–49歲 收視 平均 | 收視人数 排名 （百萬） | 平均 收視人数 （百萬） |
| 季數 | 播出時間（ET） | 集數 | 日期          | 收視 （百萬） | 日期          | 收視 （百萬） | 電視季度 | 18–49歲 收視 排名 | 18–49歲 收視 平均 | 收視人数 排名 （百萬） | 平均 收視人数 （百萬） |
| ---- | -------------- | ---- | ------------- | ------------- | ------------- | ------------- | -------- | ----------------- | ----------------- | ---------------------- | ---------------------- |
| 1    | 星期三 22:00   | 18   | 2015年9月30日 | 8.58          | 2016年2月24日 | 6.91          | 2015–16  | 52                | 2.0               | 36                     | 10.18                  |
| 2    | 星期三 22:00   | 16   | 2016年9月28日 | 6.37          | 2017年2月8日  | 6.07          | 2016–17  | 56                | 1.7               | 34                     | 9.24                   |
| 3    | 星期三 22:00   | 13   | 2018年4月25日 | 5.64          | 待公布        | 待定          | 2018     | 待定              | 待定              | 待定                   | 待定                   |

## 獎項
| 年度 | 大獎                         | 獎項                           | 入圍者                         | 結果 |
| ---- | ---------------------------- | ------------------------------ | ------------------------------ | ---- |
| 2016 | 人民選擇獎                   | 最喜愛新影集女演員獎           | 馬西雅·蓋·哈登                 | 提名 |
| 2016 | 人民選擇獎                   | 最喜愛新劇情類影集獎           | 最喜愛新劇情類影集獎           | 提名 |
| 2016 | 全國西班牙裔媒體聯盟影響力獎 | 電視與電影最佳演出獎           | 路易·古茲曼                    | 獲獎 |
| 2016 | 金楓獎                       | 美國廣播最佳電視影集男演員獎   | 班傑明·哈林斯沃思              | 提名 |
| 2016 | 金仙女獎                     | 最佳電視影集獎－劇情類         | 最佳電視影集獎－劇情類         | 提名 |
| 2016 | 金仙女獎                     | 最佳女演員獎－劇情類           | 馬西雅·蓋·哈登                 | 獲獎 |
| 2016 | 形象獎                       | 最佳黃金時段電視節目獎－劇情類 | 最佳黃金時段電視節目獎－劇情類 | 提名 |
| 2016 | 洛基獎                       | 最佳通俗影集獎                 | 最佳通俗影集獎                 | 提名 |

## 海外播出
| Sony Channel - | Sony Channel -                          | Sony Channel - |
| -------------- | --------------------------------------- | -------------- |
|                | 黑色代碼（第一季） （2015年10月1日 - ） |                |
| —              | —                                       |                |
| Sony Channel - |                                         |                |
| —              | 黑色代碼（第二季） （2016年9月29日 - ） | —              |
| Sony Channel - |                                         |                |
| —              | 黑色代碼（第三季） （2018年5月31日- ）  | —              |

| 臺灣AXN - | 臺灣AXN -                               | 臺灣AXN - |
| --------- | --------------------------------------- | --------- |
|           | 全院警戒（第一季） （2016年3月30日 - ） |           |
| —         | —                                       |           |
| 臺灣AXN - |                                         |           |
| —         | 全院警戒（第二季）                      | —         |
| 臺灣AXN - |                                         |           |
| —         | 全院警戒（第三季）                      | —         |

| 香港無綫電視明珠台 - | 香港無綫電視明珠台 -                    | 香港無綫電視明珠台 - |
| -------------------- | --------------------------------------- | -------------------- |
|                      | 黑色警報（第一季） （2017年5月25日 - ） |                      |
| —                    | —                                       |                      |
| 香港無綫電視明珠台 - |                                         |                      |
| —                    | 黑色警報（第二季） （2017年10月5日 - ） | —                    |
| 香港無綫電視明珠台 - |                                         |                      |
| —                    | 黑色警報（第三季） （2019年5月16日 - ） | —                    |

亞洲地區由Sony Channel緊貼美國於12小時內首播，各季均配合美國首播日期，逢星期四晚間8點50分在新加坡、香港與馬來西亞播映，雅加達與曼谷則因時差而提前於7點50分同時放送。臺灣部分則由同屬索尼影業電視的AXN首播。
香港無綫電視明珠台自2017年5月25日至9月28日間首播第1季，並安排於星期四晚間10點40分播映至11點35分（8月31日暫停播出，9月7日至21日播出時間為晚間10點55分至11點50分）接檔《夜班經理》播出。第2季則緊接第1季，自2017年10月5日播映至2018年1月18日。第3季自2019年5月16日起首播，接檔《沉默的真相》（第一季）播出。

## 備註
1. ↑  第1－3集客串演出，自第4集起提升為主演。

## 外部連結
- 官方网站（英文）
- 互联网电影数据库（IMDb）上《黑色代碼》的资料（英文）
- 黑色代碼的Facebook專頁
- 黑色代碼的X（前Twitter）